# San Francisco Oracle
The Oracle of the City of San Francisco, также известная как San Francisco Oracle — газета, выходившая в районе Хейт-Эшбери города Сан-Франциско в период с сентября 1966 по февраль 1968 года. Основателями газеты были поэт Аллен Коэн (1940—2004) и художник Майкл Боуэн. Коэн служил главным редактором, а Боуэн — художественным редактором. Газета Oracle была одним из ранних членов Underground Press Syndicate.
Oracle сыграла важную роль в развитии контркультуры Хейт-Эшбери. Газета сочетала в себе поэзию, духовность и культурное разнообразие с психоделическим, ярким дизайном. Oracle была одним из выдающихся примеров психоделии в контркультурной прессе. В газете публиковались многие известные поэты, писатели и другие творческие люди бит-поколения: Аллен Гинзберг, Гэри Снайдер, Лоуренс Ферлингетти, Майкл Макклур, Брюс Коннер и Рик Гриффин.
Первый выпуск газеты вышел тиражом 3000 экземпляров. Тираж четвёртого выпуска составил уже 15 000, пятого 50 000, шестого 60-75 000 экземпляров. На пике своей популярности, газета выходила тиражом 125 000 экземпляров. По оценке издателей, читательская аудитория газеты в этот период составляла около 500 000 человек.